# Copa Espírito Santo de Futebol Feminino de 2011
O Copa Espírito Santo Feminino de 2011 foi a primeira edição da competição de futebol feminino do Espírito Santo. A competição foi organizada pela Federação de Futebol do Estado do Espírito Santo (FES). Com início em 3 de setembro e término em 27 de novembro, contando com apenas cinco equipes.
O Comercial conquista o título em final contra o Vila Nova-ES.

## Regulamento
Na Primeira Fase as equipes jogam entre si em dois turno e returno, classificando-se as duas melhores equipes para a Fase Final em dois jogos com mando de campo da segunda partida do melhor classificado. O campeão garante vaga na Copa do Brasil Feminina de 2012.

## Participantes
| Clube        | Cidade     |
| ------------ | ---------- |
| Comercial    | Castelo    |
| Colatina     | Colatina   |
| Goiabeiras   | Itaguaçu   |
| Projeto SELC | Serra      |
| Vila Nova-ES | Vila Velha |

## Finais
| 19 de novembro | Vila Nova-ES | 2 – 2 | Comercial | Estádio Gil Bernardes da Silveira, Vila Velha |
| 15:30          |              |       |           |                                               |

| 21 de novembro | Comercial | 4 – 0     | Vila Nova-ES | Estádio Independência, Castelo |
| 11:00          |           | Relatório |              |                                |

## Premiação
| Copa Espírito Santo Feminino de 2011 |
| ------------------------------------ |
| Comercial Campeão (1º título)        |